# Cristian Sârghi
Cristian Bogdan Sârghi (Galați, 23 novembre 1986) è un ex calciatore rumeno, di ruolo difensore.

## Carriera

### Club
Il 1º luglio 2006 viene acquistato a titolo definitivo dalla squadra rumena dell'Oțelul Galați.
Il 1º luglio 2023 annuncia il ritiro dal calcio giocato.

### Nazionale
Nel 2007 debutta con la maglia della nazionale rumena Under-21.

## Palmarès

### Club

#### Competizioni nazionali
- Campionato rumeno: 1

Oţelul Galaţi: 2010-2011
- Supercoppa di Romania: 1

Oţelul Galaţi: 2011